# 范廷龍
范廷龍（越南语：／；1895年—？年），越南阮朝官員。

## 生平
范廷龍是廣南省升平府桂山縣順安中總安西社（今屬廣南省桂山縣）人，成泰七年（1895年）出生，曾在鄉試中考中秀才。啟定四年（1919年），阮朝開最後一科會試，范廷龍以秀才身份應試，庭試考中副榜。後任禮部承派、廣寧知府。